# Malt
Pour les articles ayant des titres homophones, voir Malte et MALT.
Cet article concerne la céréale. Pour la place de marché, voir Malt (entreprise).

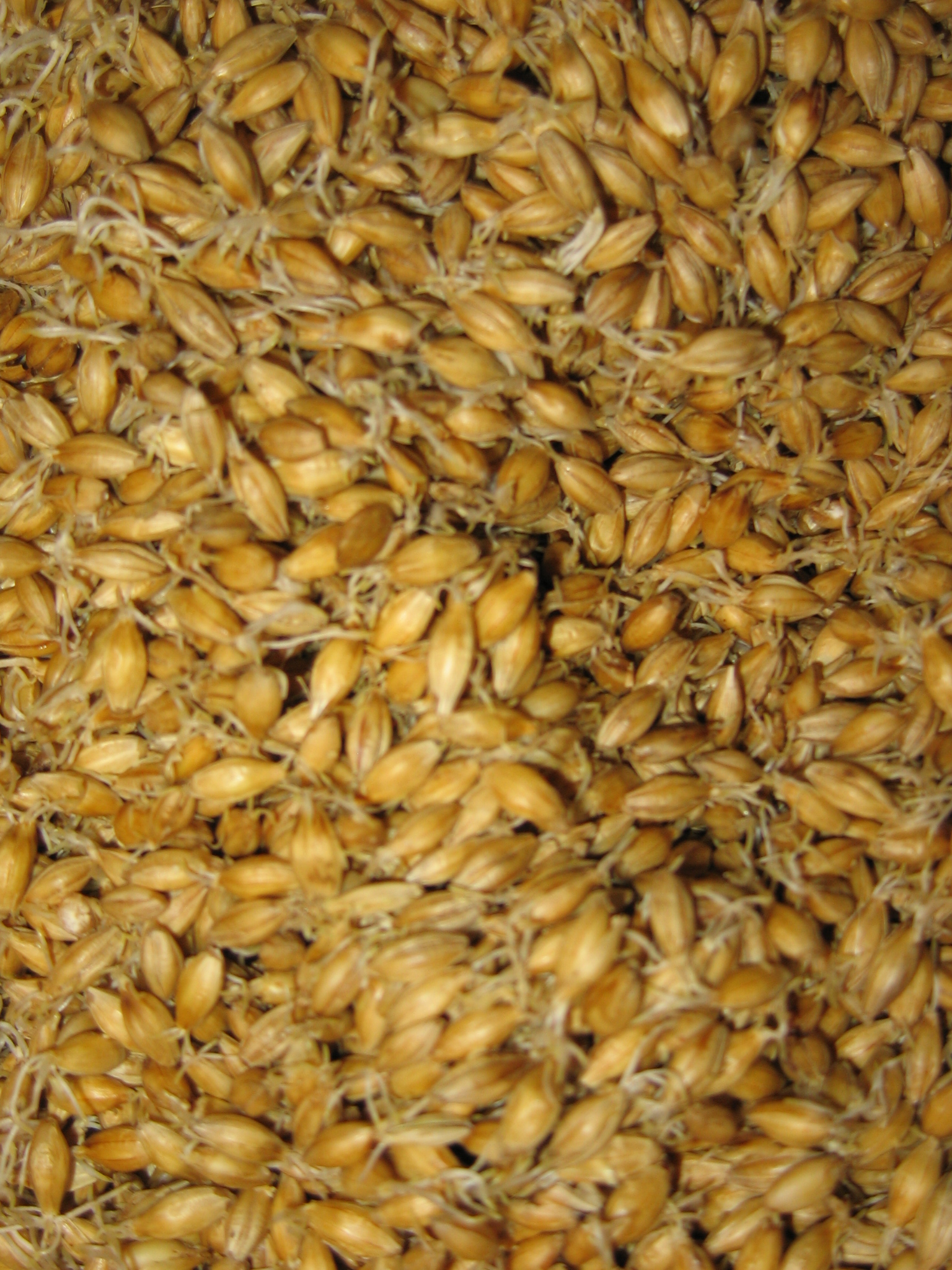
Malt utilisé pour faire du whisky.

Le malt est une céréale germée, le plus souvent de l'orge, qui est cuite afin de dégager tous ses arômes. Le malt est utilisé pour la fabrication de boissons alcoolisées telles que le whisky, le genièvre, le vinaigre et surtout la bière.

## Maltage
Le maltage est l'opération qui consiste à reproduire de façon industrielle les conditions nécessaires à l'amorçage de la germination naturelle d'une céréale, le plus souvent de l'orge — bien que le froment, le seigle ou encore le sorgho et l'épeautre s'y prêtent également, afin qu'elle produise certaines enzymes et des sucres. La personne qui est chargée de cette opération est appelée le « malteur ».

## Fabrication

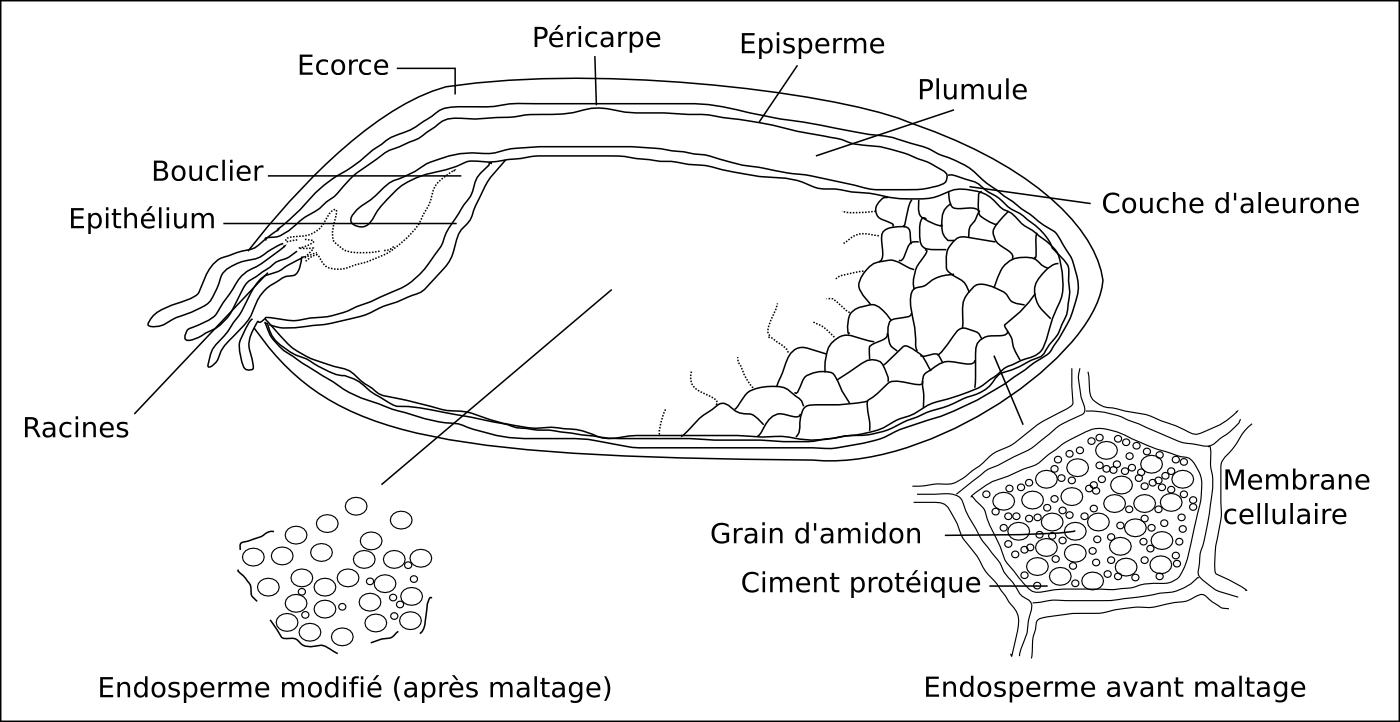
Section longitudinale d'un grain d'orge.

Une fois les conditions réunies, l'orge commence à produire des cytases, amylases, phosphatases et peptidases, toutes nécessaires à la saccharification de l'amidon et donc, à la fabrication de l'alcool lors de la fermentation, qui lui permettent :
1. de pénétrer à travers la barrière hémicellulosique du grain pour accéder à ses réserves d'amidon ;
2. de transformer l'amidon notamment en glucose, glucide métabolisable par les levures (produisant ainsi de l'alcool et du CO2).

Le maltage se déroule en quatre étapes :
1. le trempage, d'une durée de 24 à 48 heures qui consiste à humidifier le grain ; cette étape est constituée de périodes sous eau (généralement 2 à 3) alternant avec des périodes sous air afin de permettre au grain de respirer ; l'humidité passe ainsi de 12-14 % à 42-45 % ;
2. la germination, qui est la période durant laquelle l'orge commence à germer et, donc, produit des enzymes telles que l'amylase. Cette étape dure de 4 à 6 jours, délai variable en fonction de l'orge, et donne naissance à ce que l'on appelle le « malt vert » ;
3. le touraillage, qui dure de 24 à 48 heures, consiste à sécher le « malt vert » (son humidité passe de 45 % à 4 %) en le ventilant avec de l'air chaud dont on augmente progressivement la température, de 50 °C à 60 °C au démarrage jusqu'à 85 °C pour les malts standard (Pilsen) et même jusqu'à 110 °C pour les malts Munich. Cette température est alors maintenue de 3 à 4 heures : c'est ce qu'on appelle le coup de feu. C'est à ce moment qu'apparaissent les arômes du malt ; c'est la température atteinte en fin de touraillage qui détermine la couleur du malt. De même, le taux d'humidité joue sur l'arôme de caramel ;
4. le dégermage, qui consiste à débarrasser le malt de ses radicelles.

À l'issue de cette étape le malt est un élément inerte qui peut être conservé pendant près d'un an.
Le malt est produit dans une malterie.

## Usage

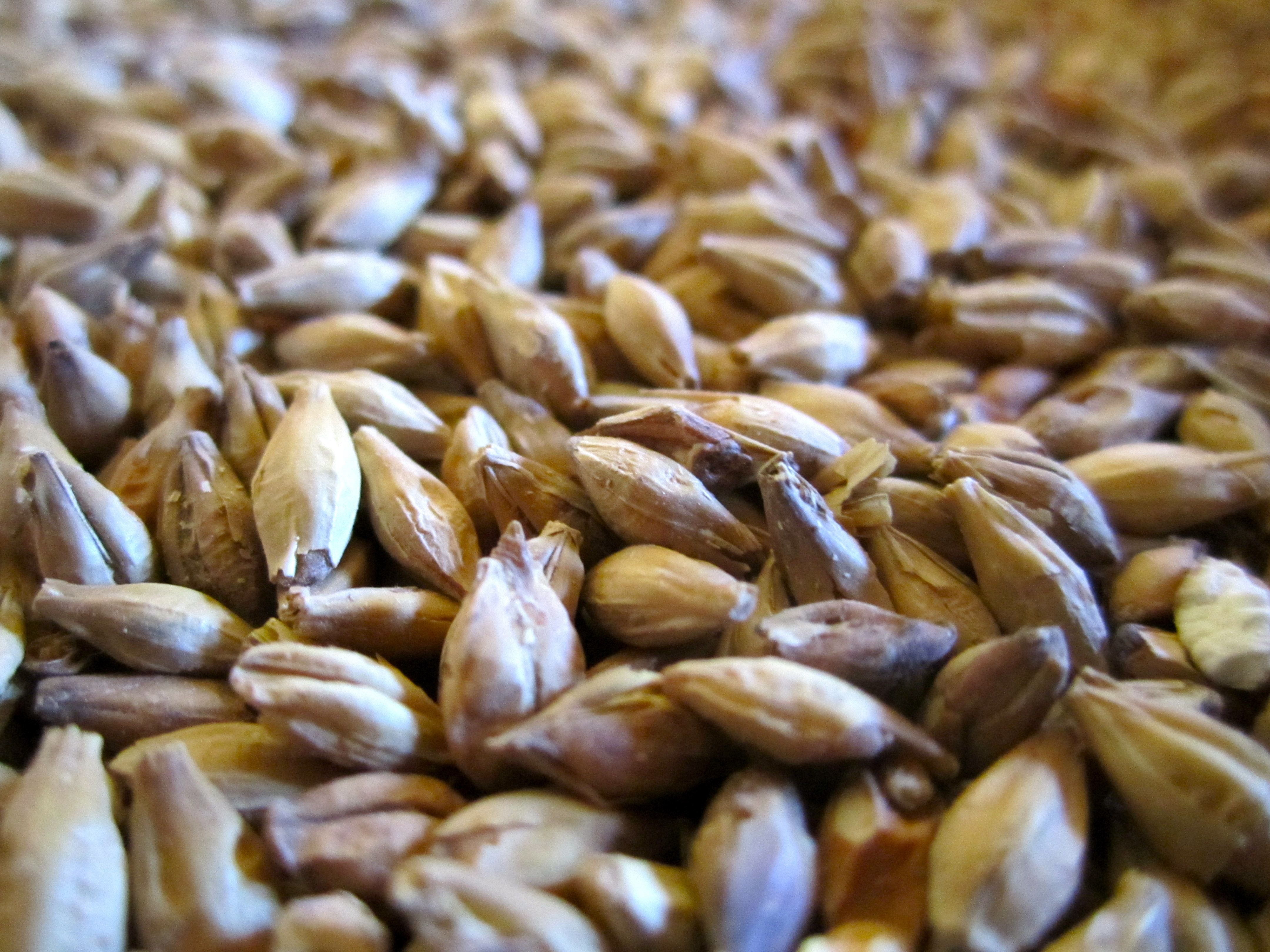
Malt d'orge en grain pour la bière.

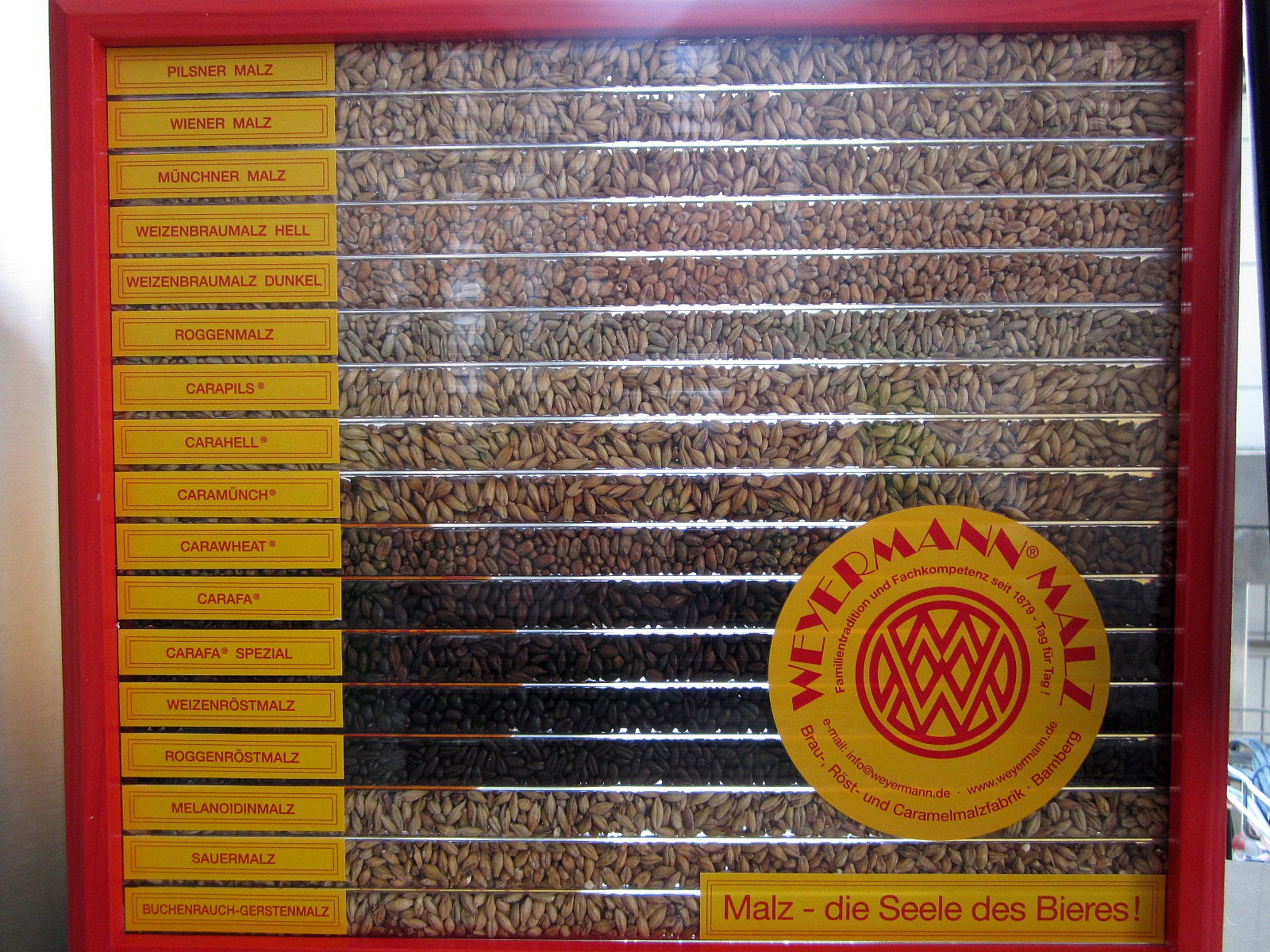
Variétés bavaroises du malt pour la bière.

Le malt est principalement utilisé pour la fabrication de boissons alcoolisées telles que le whisky, le genièvre et surtout la bière.
Il est aussi utilisé dans la fabrication de produits alimentaires comme le vinaigre de malt, l'Ovomaltine (boisson chocolatée à base de malt), les corn flakes ou certains succédanés de café (malt d'orge torréfié) et en boulangerie, pour donner plus de goût à la pâte.
Les produits contenant du malt ne sont pas indiqués aux personnes cœliaques ou suivant un régime sans gluten.

## Extrait de malt
L'extrait de malt est une bouillie formée de farine maltée mélangée avec de l'eau et ayant subi un processus d'hydrolyse enzymatique. Les molécules contenues dans les graines de céréale maltée, généralement de l'orge malté, sont transformées par les enzymes générées lors du maltage en des molécules plus petites et plus simples, utilisables par la plante pour sa croissance. Ce mélange de molécules facilement digestibles lors de leur consommation peut être concentré après filtration, ce qui donnera un sirop appelé extrait de malt ou sirop d'orge malté. Le sirop contient essentiellement des dérivés de l'amidon (maltose principalement), des acides aminés issus de la transformation de protéines, des vitamines et des sels minéraux.